# Isbjerget
56°9′54″N 10°13′48″Ø / 56.16500°N 10.23000°Ø
Isbjerget er et prisvindende dansk boligbyggeri fra 2013, der ligger i Aarhus Ø og rummer 210 lejligheder på mellem 50 m² og 200 m². Byggeriet er tegnet af et konsortium bestående af de to danske arkitektfirmaer CEBRA og JDS Architects, hollandske SeARCH og franske Louis Paillard. Bag byggeriet står det danske pensionsselskab PensionDanmark. Der vil både være eje- og lejeligheder.

## Galleri
- 2014
- 2014
- 2014
- Prøvelejlighed i 2014
- Prøvelejlighed i 2014
- Prøvelejlighed i 2014
- Prøvelejlighed i 2014
- Til højre i billedet ses Isbjerget, som endnu ikke er færdigbygget. Billedet er fra februar 2012.
- Færge fra Mols-Linien sejler forbi Isbjerget
- Isbjerget set fra en af hurtigfærgerne på Mols-Linien

## Ekstern henvisning
- Isbjerget i Arkitekturbilleder.dk Arkiveret 27. februar 2014 hos  Wayback Machine